# Studholm
Studholm es una parroquia canadiense situada en la provincia de Nuevo Brunswick.

## Superficie
Studholm tiene una superficie de 448,98 km².

## Demografía
En 2021, tenía 3527 habitantes, una densidad poblacional de 7,9 hab./km², y 1480 viviendas.